# قرار مجلس الأمن التابع للأمم المتحدة رقم 1221
قرار مجلس الأمن التابع للأمم المتحدة رقم 1221، المتخذ بالإجماع في 12 كانون الثاني / يناير 1999، بعد إعادة التأكيد على القرار 696 (1991) وجميع القرارات اللاحقة بشأن أنغولا، ولا سيما القرارين 1196 (1998) و1219 (1998)، أدان المجلس إسقاط طائرتين تجاريتين فوق منطقة تسيطر عليها يونيتا في أنغولا وطالب زعيم يونيتا جوناس سافيمبي بالتعاون في البحث عن ناجين من حوادث تحطم الطائرة الأخيرة.
وأعرب مجلس الأمن عن استيائه من إسقاط طائرة مستأجرة ثانية للأمم المتحدة فوق الأراضي الخاضعة لسيطرة يونيتا في 2 كانون الثاني / يناير 1999، مما رفع العدد الإجمالي للطائرات المفقودة في الأشهر الأخيرة إلى ست طائرات. وكان هناك قلق بشأن مصير ركاب الطائرة وطاقمها وخسائر في الأرواح. وأعرب عن أسفه لعدم تعاون يونيتا في توضيح ظروف الحوادث والسماح للأمم المتحدة ببعثات البحث والإنقاذ؛ مثل هذه الهجمات غير مقبولة وغير مبررة.
وأدان المجلس، بموجب الفصل السابع من ميثاق الأمم المتحدة، الظروف المشبوهة التي أسقطت فيها طائرتان مستأجرتان للأمم المتحدة وطائرة تجارية أخرى وطالب بوقف جميع هذه الهجمات على الفور. وأكد من جديد التزامه بإثبات الحقيقة المحيطة بجميع الحوادث من خلال تحقيق دولي موضوعي كان على يونيتا التعاون معه.
وأكد القرار مجددًا أن على جوناس سافيميبي التعاون مع الأمم المتحدة وفي البحث عن ناجين محتملين بعد أن تم التوصل إلى أنه لم يمتثل للقرار 1219. ورحب بالتزام الحكومة الأنغولية بالمساعدة في البحث عن ناجين محتملين وإنقاذهم وطُلب من منظمة الطيران المدني الدولي (إيكاو) المساعدة في التحقيق.
تم تذكير جميع البلدان بالامتثال في تنفيذ الجزاءات المفروضة على يونيتا بموجب القرارات 864 (1993) و1127 (1997) و1173 (1998)، حيث أعلن المجلس أنه سيتعامل مع الانتهاكات وينظر في فرض تدابير إضافية، بما في ذلك في مجال الاتصالات. أخيرًا، طُلب من رئيس اللجنة المنشأة بموجب القرار 864 التشاور مع منظمة الوحدة الأفريقية والجماعة الإنمائية للجنوب الأفريقي بشأن إنفاذ العقوبات.

## روابط خارجية
- نص القرار في undocs.org